# Domus Áruház
A Domus Áruház Budapesten, a XIII. kerület Róbert Károly krt. 67. szám alatt volt található.

## Története
Az egykori Bútorértékesítő Vállalat részeként, mint a korszak legnagyobb, legkorszerűbb magyarországi áruháza nyitotta meg kapuit 1974 májusában. A tízezer négyzetméter alapterületű Domus Áruház tervezését megelőzte a korszerű svédországi bútoráruházak tanulmányozása. Az épületet az Iparterv két munkatársa, Reimholz Péter és Lázár Antal tervezte. A négyszintes áruházat személyliftekkel és mozgólépcsővel szerelték fel. A nyitáskor úgy tervezték, hogy az áruház területén raktározás ne legyen, a vásárló minta után választhassa ki a megvásárolni kívánt bútort, amelyet azután a rákospalotai raktárból szállítanak. A raktárkészletet a szinteken elhelyezett úgynevezett R 10-es számítógép rendszeren keresztül tudták folyamatosan nyilvántartani és ellenőrizni. Az áruház eladói divatos formaruhában dolgoztak, melyet később az ország többi Domus áruházában is bevezettek. Az áruválasztékot illetően a hazai bútorgyárak összes termékén kívül monopolcikkek is voltak, amelyek kizárólag a Domus Áruházban voltak megvásárolhatók. A nyitás idején 80% volt a hazai termék, 20% az import, melyek többségében jugoszláv, lengyel, román, cseh, NDK, osztrák, NSZK, olasz és skandináv bútorok voltak. A bútorokon kívül lámpatestet, szőnyeget, bútorszövetet, függönyt, kerámiát, porcelánt, üvegtárgyat, tapétát és egyéb lakásfelszerelési cikkeket is árusítottak. Az áruház 2011 nyarán bezárt.
Az áruház 2. emeletét ketrecfoci pályává alakították át 2021 novemberében, jelenlegi neve Domus Foci.
2022-ben az épület földszintjén megnyílt a DIEGO áruház.
2024 év elején megnyílt a SzenZa bútoráruház az épület 1. emeletén.
A Best Bútor 2024 augusztusában nyitotta meg új üzletét az egykori Domus Áruház 3. emeletén, 2000 m² alapterületen. Ezzel az áruház ismét teljes alapterületén működik.